# Adamson (cràter)
Adamson és un cràter d'impacte en el planeta Venus de 27,2 km de diàmetre. Porta el nom de Joy Adamson (1910-1980), naturalista austríaca, i el seu nom va ser aprovat per la Unió Astronòmica Internacional el 1994.